# 1923 aux États-Unis
Pour des articles plus généraux, voir Chronologie des États-Unis et 1923.
Chronologie des États-Unis
- 1919
- 1920
- 1921
- 1922
- 1923
- 1924
- 1925
- 1926
- 1927

Cette page concerne des événements d'actualité qui se sont produits durant l'année 1923 du calendrier grégorien aux États-Unis.

## Gouvernement
- Président : Warren Harding jusqu'au 2 août, puis Calvin Coolidge
- Vice-président : Calvin Coolidge, jusqu'au 2 août
- Chambre des représentants - Président

## Événements
- 19 février : la Cour suprême des États-Unis juge conforme à la constitution la décision du gouvernement des États-Unis de s'opposer à la naturalisation de tout immigrant, à l’exception des Russes blancs.
- 22 février : la Chambre des représentants d’Oklahoma approuve un amendement interdisant l’achat par l’État de manuels reprenant les théories évolutionnistes de Darwin.
- 2 mars : le Time Magazine est en kiosque pour la première fois.
- 18 avril : inauguration du Yankee Stadium à New York (dans le Bronx).
- 2 août : début de la présidence républicaine de Calvin Coolidge aux États-Unis (fin en 1929) à la mort du président Warren Harding. Intègre, il donne au Parti républicain la respectabilité dont il a grandement besoin en ces temps de corruption.
- 8 septembre : catastrophe de Honda Point, échouement de sept destroyers.
- 18 au 26 septembre : grève des imprimeurs de journaux à New York.
- Novembre : « Plan Mellon », qui préconise une baisse générale de l'impôt sur le revenu (réduction de 25 % à 50 % pour les hauts revenus et de 3 à 4 % pour les plus bas).
- Déclin du syndicat ouvrier AFL, qui a perdu 1,4 million d’adhérents sur 5 millions depuis 1920.
- Entre 1923 et 1929, la productivité de la main-d’œuvre augmente de 32 % en moyenne, les salaires de 11 % et les profits de 62 %.
- Les États-Unis abrogent le « corollaire Roosevelt », mais la « doctrine Monroe » demeure en vigueur avec le consentement tacite des États de la région aux mains des grands propriétaires terriens qui contrôlent les États, leurs administrations et leurs forces armées, installant des juntes au pouvoir.

## Naissances en 1923
- 17 septembre : Hank Williams.
- 23 octobre : Roy Lichtenstein.

## Décès en 1923
- Warren Harding (1865-1923)